# Kyzylsu
Il Kyzylsu (in kirghiso Кызыл-Суу?; in tagico Кизилсӯ?; lett. "Fiume Rosso") è un fiume di Kirghizistan e Tagikistan, ramo sorgentifero del Surchob (a sua volta ramo sorgentifero di destra del Vachš).
Nasce sul versante meridionale dei monti Alaj ad est di Sary Taš, nel Kirghizistan meridionale (dove è noto come Kyzyl-Suu), e scorre in direzione ovest attraverso la valle di Alaj. Soprattutto quando la neve si scioglie, viene alimentato da numerosi affluenti ed espande le sue acque nel suo ampio letto di ciottoli. Il Kyzylsu lascia la valle di Alaj in prossimità del passo di Karamyk, attraverso una gola, entrando in Tagikistan. Infine si unisce al Muksu dando vita al Surchob. In tutto ha una lunghezza di 235 km e drena un'area di 8380 km². A 86 km a monte della foce, ha una portata media di 40,6 m³/s.

## Il «Kyzylsu orientale»
Una piccola parte della valle di Alaj ad est del passo di Tongmurun è bagnata da un fiume chiamato anch'esso Kyzylsu, che nasce sul versante settentrionale del Transalaj e scorre oltre Irkeštam verso lo Xinjiang e Kashgar. Per distinguere i due fiumi, a volte si parla di «Kyzylsu occidentale» e «Kyzylsu orientale».